# Bornholms Automobilmuseum
Bornholms Automobilmuseum er et automobilmuseum med flere end 80 biler, traktorer og motorcykler. Museet ligger lige sydøst for Aakirkeby på Bornholm. Det blev åbnet den 5. maj 1989 og består primært af biler fra Ole Hermansen private samling.
Museet har bl.a. øens første NSU Prinz. Herudover rummer samlingen en række gamle og sjældne køretøjer som bl.a. en Metz Two Runabout fra 1909, en bil fra Belsize Motors der stammer fra 1911, som der kun findes ét andet eksemplar af i Norden, en Harley Davidson fra 1919, en Ford A fra 1930, en Fordson varebil fra 1936. Særligt engelske sportsvogne udgør en stor del af samlingen. Derudover findes der et autoværksted indrettet som omkring 1920, og flere modelbil i størrelse 1:18, andet historisk legetøj, radio og telefonudstyr samt Bornholms først fjernsyn.
Bornholms Automobilmuseum har fået tildelt følgende priser:
- Aakirkeby Kommunes Kulturpris 1999
- Nordea Danmark Fonden 2003
- DVK's Emil-Prisen 2013